# Čisti Breg
Čisti Breg este o localitate din comuna Šentjernej, Slovenia, cu o populație de 24 de locuitori.